# 喀爾楚渾
喀爾楚渾（穆麟德轉寫：Kalcuhūn；1628年7月2日（天聰二年六月初二）—1651年12月19日（順治八年十一月初七）），滿洲愛新覺羅氏。清太祖努爾哈赤曾孫、禮烈親王代善長子克勤郡王岳託第三子。
順治元年（1644年），跟從多爾袞攻擊李自成於山海關。順治二年（1645年），封為鎮國公。順治三年（1646年），跟從豪格征討張獻忠，偕貝子滿達海率師進剿。張獻忠部將高如礪等率眾投降，豪格殲滅張獻忠的過程中，喀爾楚渾有軍功。順治五年（1648年），授為都統。順治六年（1649年），跟從尼堪討伐叛將姜瓖，圍攻寧武，其後大破敵軍，進封為貝勒。順治八年（1651年），攝理藩院政事，其後逝世。朝廷賜予謚號「顯榮」。當時年得一歲的兒子克齊，承襲爵位。

## 家族
- 父：追封克勤郡王岳托
- 母：嫡福晉納喇氏[1]
- 妻妾：[1]
  - 嫡夫人納喇氏
  - 硼夫人奇渊氏
- 子：[1]

1. 貝勒克齊

## 備註
1. ↑  满语意思是“额宽”。